# سادیک فوفانا
سادیک فوفانا (انگلیسی: Sadik Fofana؛ زادهٔ ۱۶ مهٔ ۲۰۰۳) بازیکن فوتبال اهل آلمان است.
وی همچنین در تیم ملی فوتبال زیر ۲۰ سال آلمان بازی کرده‌است.